# Da si ti ja
Da si ti ja trinaesti je studijski album hrvatske grupe Magazin. Album su 1998. godine objavile diskografske kuće Orfej (sadašnji Campus) i Tonika. Ovo je drugi album grupe Magazin s Jelenom Rozgom kao vodećim vokalom.

## Pozadina
Godine 1996. Jelena Rozga postala je novom pjevačicom grupe Magazin. Iste godine, u prosincu je objavljen album Nebo boje moje ljubavi na kojem su se našle uspješnice Nebo boje moje ljubavi, Minut srca tvog, Suze biserne i Samo navika (duet s Oliverom). Grupa je već sljedeće godine počela raditi na novim pjesmama pa je tako 1997. obilježio nastup na Dori i to s pjesmom Opijum, a nakon toga i nastup na Melodijama hrvatskog Jadrana '97. s pjesmom Ime mi spominje. Dvije godine nakon albuma Nebo boje moje ljubavi, 1998. godine, objavljen je album Da si ti ja.

## O albumu
Naziv album temeljen je na stihu pjesme Glas. Na albumu se nalazi 10 pjesama (zapravo, devet pjesama, jer je deseta pjesma instrumentalna verzija pjesme Briga me). Autori pjesama su Vjekoslava Huljić i Tonči Huljić. Producent gotovo svih pjesama je Fedor Boić (osim pjesama Gutljaj vina i Opium; na prvoj pjesmi radio je Remi Kazinoti, a na drugoj Stipica Kalogjera). Producenti albuma su Tonči Huljić i Fedor Boić. Album je zvukovno kohezivan i prevladava pop zvuk.

## Komercijalni uspjeh
Da si ti ja je jedan od najuspješnijih albuma grupe Magazin. Album je dosegao platinastu tiražu u Hrvatskoj i Sloveniji. Gotovo su sve pjesme ostvarile značajan komercijalni uspjeh i gotovo su sve pjesme (osim pjesama Glas, Luna i Na sve svete) bile popraćene video spotovima. Posebno su se izdvojile pjesme: Gutljaj vina, Ginem, Opium, Na svijetu sve i Idi i ne budi ljudi.

## Popis pjesama
| Da si ti ja | Da si ti ja               | Da si ti ja                      | Da si ti ja       | Da si ti ja | Da si ti ja | Da si ti ja | Da si ti ja | Da si ti ja | Da si ti ja |
| Br.         | Skladba                   | Autor                            | Producent(i)      | Trajanje    |             |             |             |             |             |
| ----------- | ------------------------- | -------------------------------- | ----------------- | ----------- | ----------- | ----------- | ----------- | ----------- | ----------- |
| 1.          | »Gutljaj vina«            | Tonči Huljić • Vjekoslava Huljić | Remi Kazinoti     | 5:05        |             |             |             |             |             |
| 2.          | »Ginem«                   | Huljić • Huljić                  | Fedor Boić        | 4:01        |             |             |             |             |             |
| 3.          | »Briga me«                | Huljić • Huljić                  | Boić              | 4:23        |             |             |             |             |             |
| 4.          | »Na svijetu sve«          | Huljić • Huljić                  | Boić              | 3:00        |             |             |             |             |             |
| 5.          | »Glas«                    | Huljić • Huljić                  | Boić              | 3:34        |             |             |             |             |             |
| 6.          | »Idi i ne budi ljude«     | Huljić • Huljić                  | Bojić             | 4:43        |             |             |             |             |             |
| 7.          | »Luna«                    | Huljić • Huljić                  | Boić              | 3:58        |             |             |             |             |             |
| 8.          | »Na sve svete«            | Huljić • Huljić                  | Boić              | 5:00        |             |             |             |             |             |
| 9.          | »Opijum«                  | Huljić • Huljić                  | Stipica Kalogjera | 3:00        |             |             |             |             |             |
| 10.         | »Briga me (instrumental)« | Huljić • Huljić                  | Boić              | 4:23        |             |             |             |             |             |
| 41:07       |                           |                                  |                   |             |             |             |             |             |             |